# Jean-Louis Duport
Jean-Louis Duport, auch Duport le cadet oder Duport le jeune genannt, (* 4. Oktober 1749 in Paris; † 7. September 1819 ebenda) war ein französischer Cellist und Komponist.

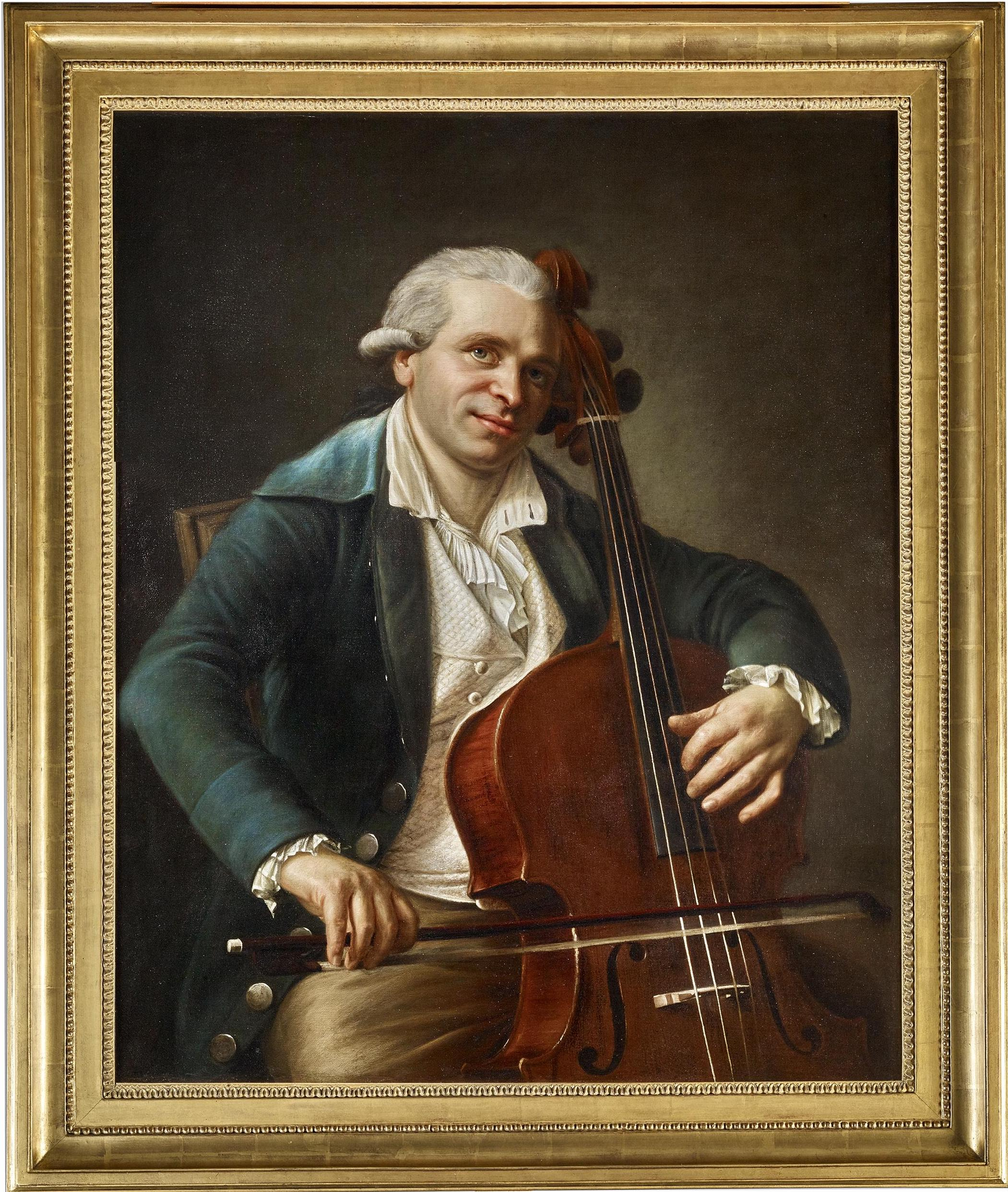

## Leben
Jean-Louis Duport begann mit dem Tanz- und Geigenunterricht, bevor er von seinem älteren Bruder Jean-Pierre Duport (1741–1818) Violoncellounterricht erhielt. Sein erster Auftritt beim Concert spirituel im Jahr 1768 war derart erfolgreich, dass er fortan in den wichtigsten Pariser Salons gefragt war, beispielsweise beim Baron de Bagge, wo er Luigi Boccherini begegnete, beim Prinzen Henri-Louis-Marie de Rohan-Guéménée, bei der Loge Olympique, dem Concert des amateurs oder bei privaten Konzerten der Königin Marie-Antoinette. Giovanni Battista Viotti, dem er freundschaftlich verbunden war, komponierte für ihn drei Divertissements. Der Engländer John Crosdill (1751–1825) war einer seiner Schüler.
Nach 1780 machte Duport zahlreiche Konzertreisen, die ihn nach England, Spanien und Deutschland führten. Nach dem Ausbruch der Revolution flüchtete Duport zu seinem Bruder nach Berlin, wo er dessen Stelle als erster Cellist an der Oper übernahm und auch Auftritte am Hof hatte. In Berlin heiratete er 1791 Louise Céleste Tassaert (1771–1818), Tochter des Bildhauers Jean Pierre Antoine Tassaert.
Nach 1806 kam Duport nach Frankreich zurück, konnte aber in Paris keine Anstellung erhalten. Stattdessen fand er eine Anstellung in der Hofkapelle des im Exil lebenden spanischen Königs Karl IV. in Marseille. 1812 kehrte Duport nach Paris zurück, wo er mehrere Konzerte gab und eine Anstellung als erster Cellist in der kaiserlichen Kapelle und im Kammerorchester der Kaiserin Marie-Louise erhielt. Von 1813 bis 1816 unterrichtete er am Conservatoire de Paris.
Jean-Louis Duport war Mitglied der Pariser Freimaurerlogen Saint Jean d’Écosse du Contrat social (ab 1781) und der Loge Olympique de la Parfaite Estime (ab 1786).

## Werk
Duport komponierte 6 Konzerte für Violoncello und Orchester (1785–1788) und zahlreiche kammermusikalische Werke mit Violoncello in unterschiedlichen Besetzungen.

## Instrument
Jean-Louis Duport spielte ein Violoncello von Antonio Stradivari aus dem Jahr 1711, das Duports Sohn (Violoncellist und später Klavierfabrikant) 1842 für 25 000 Francs an den Violoncellisten Auguste-Joseph Franchomme veräußerte. Ab 1974 wurde es von Mstislaw Rostropowitsch gespielt und ist unter dem Namen Duport eines der wertvollsten Violoncelli.